# The Way I Am (пісня Емінема)
«The Way I Am» (з англ. — «Такий я є») — пісня, написана, спродюсована та виконана американським репером Емінемом із його третього альбому The Marshall Mathers LP (2000). Трек був випущений як другий сингл з альбому 3 жовтня 2000 року, згодом увійшов до його збірного альбому 2005 року Curtain Call: The Hits. Як і більшість наступних синглів Емінема, «The Way I Am» є однією з пісень, авторство яких належить виключно Емінему. Звучання треку набагато більш похмуріше та агресивніше, ніж звучання головного синглу альбому «The Real Slim Shady». «The Way I Am» досяг 58 місця в Billboard Hot 100. За межами Сполучених Штатів «The Way I Am» потрапив до першої десятки чартів у Бельгії (Валонія), Фінляндії, Нідерландах, Ірландії, Швеції та Великобританії.

## Обставини створення треку
Пісня була написана Емінемом, щоб висловити негативну сторону слави, яку він здобув. У пісні згадуються такі неприємні наслідки популярності, як неможливість виходити на публіку та жити нормальним життям через те, що його переслідують фанати. Він також розповідає про тиск, який чинився на нього, щоб завершити роботу над альбомом The Slim Shady. Пісню також реміксував Денні Лонер за участю Меріліна Менсона, який виконав пісню з Емінемом наживо на сцені. У 2005 році трек був перевиданий в альбомі Curtain Call: The Hits. "The Way I Am" отримав Золотий сертифікат у Швеції, продаж синглу склав понад 20 000 копій. 
У 2008 році Емінем випустив другу автобіографію під назвою «The Way I Am», назва якої повністю співпадає з назвою треку.

## Критика
Пісня отримала дуже позитивні відгуки. Серед високо оцінених аспектів були вокальна подача, схема рими, якість продакшену. Синтія Фукс з PopMatters у своїй рецензії була максимально позитивною: «У «The Way I Am» Емінем пояснює: «З народження я був проклятий цим прокляттям, щоб просто проклинати / І просто ляпнути це шалене та дивне лайно, яке працює / І воно продається, і це саме по собі допомагає зняти всю цю напругу». Отже, він проводить самотерапію»  AllMusic виділив пісню.  Критик зі Sputnicmusic розмістив пісню в розділі «Рекомендовані завантаження» та похвалив сингл: «Створений на основі думних, готичних арпеджіо, гуркітливих басів і церковних дзвонів, Емінем написав один із найдосконаліших текстів у своїй кар’єрі, вплітаючи та виходячи з щільної схеми рим, що перегукується з мотивом стрімкого фортепіано. Крім того, цікаво: це одна з перших пісень Емінема, авторство якої належить йому на 100%» 

## Над піснею працювали
- Вокал та текст: Eminem
- Виробництво: Eminem
- Зведення: Eminem
- Гітара і бас: Майк Елізондо
- Клавішні: Майк Елізондо, Томмі Костер
- Композитор: Маршалл Метерз
- Виконавчий продюсер: Доктор Дре
- Продюсер відео: Ніна Хуан Фан
- Режисер: Пол Хантер
- У кліпі знялися: Мерилін Менсон, Проуф, Натан Мазерс

## Трек-лист
Британський компакт-диск 
| #     | Назва                  | Автор                          | Продюсер (-и)        | Тривалість |
| ----- | ---------------------- | ------------------------------ | -------------------- | ---------- |
| 1.    | «The Way I Am»         | Marshall Mathers               | Eminem               | 4:50       |
| 2.    | «Bad Influence»        | Mathers Jeffrey Bass Mark Bass | Bass Brothers        | 3:40       |
| 3.    | «My Fault» (pizza mix) | Mathers J. Bass M. Bass        | Bass Brothers Eminem | 3:54       |
| 4.    | «The Way I Am» (video) |                                |                      | 4:52       |
| 17:16 |                        |                                |                      |            |

Австралійський компакт-диск 
| #     | Назва                             | Автор                          | Продюсер (-и)            | Тривалість |
| ----- | --------------------------------- | ------------------------------ | ------------------------ | ---------- |
| 1.    | «The Way I Am» (unedited version) | Marshall Mathers               | Eminem                   | 4:50       |
| 2.    | «The Way I Am» (clean)            | Mathers                        | Eminem                   | 4:49       |
| 3.    | «Kids» (uncensored version)       | Mathers Jeffrey Bass Mark Bass | Bass Brothers Eminem     | 5:07       |
| 4.    | «Шаблон:-'97 Bonnie & Clyde»      | Mathers J. Bass M. Bass        | Bass Brothers Eminem [a] | 5:17       |
| 5.    | «Steve Berman» (skit)             | Mathers                        |                          | 0:56       |
| 6.    | «The Real Slim Shady» (video)     |                                |                          | 4:44       |
| 25:43 |                                   |                                |                          |            |

## Чарти
| Чарт (2000)                                            | Найкраща позиція |
| ------------------------------------------------------ | ---------------- |
| Австралія (ARIA)                                       | 34               |
| Австрія (Ö3 Austria Top 75)                            | 11               |
| Бельгія (Ultratop Flanders)                            | 16               |
| Бельгія (Ultratop Wallonia)                            | 9                |
| Данія (Tracklisten)                                    | 17               |
| Фінляндія (Suomen virallinen lista)                    | 8                |
| Німеччина (Media Control AG)                           | 19               |
| ARTIST OR SONG MANDATORY FIELDS FOR IRISH CHARTS       | 4                |
| Нідерланди (Dutch Top 40)                              | 13               |
| Нідерланди (Mega Single Top 100)                       | 10               |
| ПОМИЛКА: ПРОПУЩЕНО ПАРАМЕТР date У ШОТЛАНДСЬКОМУ ЧАРТІ | 7                |
| Швеція (Sverigetopplistan)                             | 6                |
| Швейцарія (Media Control AG)                           | 19               |
| ПОМИЛКА: ПРОПУЩЕНО ПАРАМЕТР date У БРИТАНСЬКОМУ ЧАРТІ  | 8                |
| ERROR: MUST PROVIDE DATE FOR UK R&B CHART              | 1                |
| США (Billboard Hot 100)                                | 58               |
| США (Hot R&B/Hip-Hop Songs) (Billboard)                | 26               |
| США (Rhythmic) (Billboard)                             | 5                |

| Чарт (2000)                  | Позиція |
| ---------------------------- | ------- |
| Belgium (Ultratop Wallonia)  | 85      |
| Netherlands (Dutch Top 40)   | 100     |
| Netherlands (Single Top 100) | 86      |
| Sweden (Sverigetopplistan)   | 56      |